# Lingue paleoispaniche

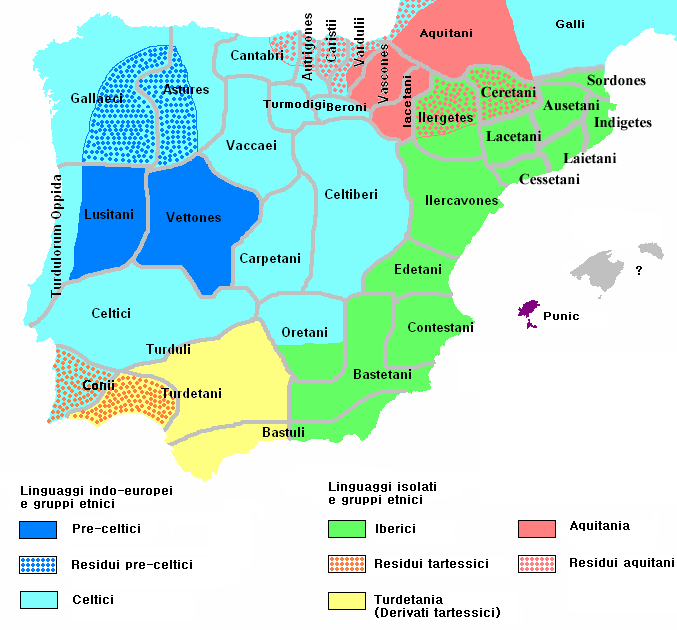
Lingue preromane in Iberia attorno al 200 a.C.

Per lingue paleoispaniche, o preromane, si intendono quelle usate dalle popolazioni autoctone della penisola iberica prima della conquista romana, allorquando vennero quasi interamente soppiantate dal latino. Tali idiomi non comprendono né il greco né il fenicio perché considerati non indigeni. Generalmente le lingue paleoispaniche vengono suddivise in indoeuropee e non indoeuropee.  

## Lingue non indoeuropee

### Lingua tartessica
Vengono convenzionalmente denominate tartessiche, una serie di parlate non indoeuropee che erano diffuse nell'attuale Spagna sudoccidentale (in gran parte dell'Andalusia occidentale e in Estremadura meridionale) e nel Portogallo meridionale. Non è certo che tali parlate abbiano una relazione diretta con l'antica città stato di Tartesso, come non è certa la loro origine che potrebbe essere autoctona oppure, meno probabilmente, minoica o anatolica. In franco regresso appare invece le tesi di una possibile origine celta del tartessico, seppur adombrata da un importante glottologo, J. A. Correa, e ancor più quella relativa a una sua provenienza etrusca. In tale lingua sono state redatte le più antiche iscrizioni paleoispaniche che possediamo, tutte risalenti al VII - V secolo a.C. Il sistema di scrittura utilizzato è quello sud-occidentale. 

### Lingue iberiche
Erano quelle parlate dalle popolazioni ibere stanziate in tutta la Spagna orientale, dall'attuale Catalogna fino all'odierna Andalusia. Secondo le opinioni più accreditate tali popolazioni potevano avere un'origine autoctona o provenire dall'Africa settentrionale ed elaborarono un tipo di civiltà relativamente avanzata, influenzata da quella delle colonie greche e fenicie presenti nella penisola iberica. La lingua, o le lingue, iberiche, di origine non indoeuropea, venivano espresse graficamente attraverso due sistemi di scrittura, quello iberico nordorientale e quello iberico sudorientale derivanti entrambi dall'alfabeto fenicio con apporti ellenici. Gli idiomi e gli alfabeti iberici si diffusero in gran parte dell'attuale Spagna occidentale e centrale fra il V ed il III secolo a.C. Gli stessi celtiberi adottarono, per trascrivere la propria lingua, il sistema di scrittura nordorientale dopo averlo parzialmente modificato. 

### Lingue vasconiche
La lingua proto-vasconica sarebbe un idioma pre-indoeuropeo parlato in entrambi i versanti dei Pirenei e dei Prepirenei occidentali, oggi appartenenti alla Francia e alla Spagna. Da essa sarebbero discese e la lingua proto-basca, antenata dell'attuale basco, e la lingua aquitana (che secondo alcune ipotesi coinciderebbe con lo stesso proto-basco). Pertanto, il proto-basco sarebbe l'unica lingua preromana a non essere stata completamente soppiantata dal latino. L'origine delle lingue vasconiche è probabilmente autoctona, anche se sono state avanzate le più disparate ipotesi alternative. Non si sa né quando né sotto quali forme si siano diffuse tali lingue nella penisola iberica, dal momento che le iscrizioni più antiche disponibili risalgono al I secolo d.C. e, come le successive, sono interamente redatte in caratteri latini. Secondo il glottologo Francisco Rodríguez Adrados, il quale si colloca tra i sostenitori della sostanziale coincidenza tra aquitano e proto-basco, l'aquitano sarebbe stato anticamente una lingua parlata solo sul versante francese dei Pirenei. A seguito della pressione dei Celti alcuni popoli aquitanofoni emigrarono nelle regioni iberiche limitrofe diffondendo la propria lingua negli attuali Paesi Baschi e in Navarra.

## Lingue indoeuropee

### Lingue celtiche
Le lingue celtiche si diffusero in gran parte della penisola iberica centrale e occidentale in un arco temporale molto ampio (fra il X e il V secolo a.C.), a seguito delle numerose ondate migratorie celte. Fra questi idiomi l'unico di cui possediamo una discreta documentazione è il celtibero, che era parlato nell'attuale Aragona sudoccidentale e in parte della Castiglia nordorientale. Tale lingua, pur conservando indubbie caratteristiche celtiche, fu influenzata dall'ibero e utilizzò un sistema di scrittura di tipo iberico nordorientale, pur se con alcuni adattamenti, oppure l'alfabeto latino. Tutte le iscrizioni rinvenute risalgono al II e I secolo a.C. Fra queste sono di incalcolabile valore storico e linguistico i cosiddetti bronzi di Botorrita.

### Lusitano
Il lusitano è una lingua di incerta origine e si diffuse, attorno al VII - VI secolo a.C. nell'attuale Portogallo centrosettentrionale e in Estremadura. Le poche iscrizioni rinvenute (a Viseu, Arroyo de la Luz, ecc.) sono però del II - I secolo a.C. e redatte in alfabeto latino. Viene considerata da taluni proto-celtica, seppur perfettamente differenziata dal celtibero e dalle altre parlate celte peninsulari, mentre da altri (Francisco Villar, Rosa Pedrero, Blanca Maria Prósper ecc.) strettamente imparentata con le lingue italiche, se non addirittura appartenente al ceppo linguistico italico. Secondo un'opinione assolutamente minoritaria (Ulrich Smoll) infine, tale lingua, diffusa originariamente anche nell'attuale Galizia, dovrebbe essere considerata un ramo a sé stante dell'indoeuropeo (ramo galaico-portoghese).

## Decadenza e scomparsa
Il processo di romanizzazione della penisola iberica si sviluppò in un arco temporale molto ampio che va dalla fine del III secolo a.C. fino agli inizi del V secolo dell'era volgare. Dai materiali in nostro possesso è quasi certo che le lingue paleoispaniche più importanti continuarono ad essere parlate, almeno fino alle soglie dell'età imperiale, prima in una situazione di bilinguismo, poi di diglossia e infine in ambito puramente familiare, scomparendo successivamente del tutto fin dai primi decenni del I secolo (ad eccezione dell'aquitano). Per quanto riguarda la scrittura, le lingue iberiche mantennero i propri sistemi grafici e solo raramente fecero ricorso all'alfabeto latino, che invece venne ampiamente utilizzato da celtofoni e lusitanofoni. Alcuni studiosi hanno anche rilevato per il celtibero fenomeni di commistione linguistica con il latino, facilitati dalla comune origine indoeuropea, che rende spesso difficile stabilire con esattezza a quale delle due lingue debbano essere ascritti alcuni rinvenimenti epigrafici di tarda età repubblicana (I secolo a.C.).
Solo l'aquitano, pur avendo adottato abbastanza precocemente l'alfabeto latino e pur avendo attinto da questa lingua molti termini che entrarono a far parte del proprio patrimonio lessicale, riuscirà a sopravvivere, attraverso l'antico vascone e il moderno basco, fino ai nostri giorni.